# 陳柏熹 (慕詩國際)
陳柏熹，（1987年10月5日—），現時著名時裝品牌慕詩國際集團有限公司（港交所：0130）創作總監，屬於創辦人陳欽杰、徐巧嬌兒子，以及陳思俊弟弟。
出生於香港的陳柏熹，他在高主教書院中五畢業，前往英國排名十一的Concord College寄宿學校升讀高中後，便開始在倫敦藝術大學供讀時裝管理（時裝零售）文學士學位。畢業後，2009年在慕詩國際工作。他除了是何鴻燊女兒何超盈坐上客外，也是林心兒及著名國內影星范冰冰及深圳市时代互联网应用科技有限公司總經理譚博聰的好友。因此不時出現在時裝及娛樂新聞。

## 連結
- 王子的新衣 陳柏熹 東周刊 （页面存档备份，存于）
- 陳柏熹全能太子「專」攻潮界 東方日報 （页面存档备份，存于）

1. ↑  不譯Kade CHAN